# Марруцины
Марруцины (лат. Marrucini) — италийское племя, близкое к самнитам, в середине и конце I тысячелетия до н. э. обитавшее на правом берегу реки Атерно (современный регион Абруццо) возле побережья Адриатического моря.
Центром племенного объединения марруцинов был город Теате (современный Кьети). Во второй Самнитской войне марруцины воевали против Рима, но в 304 году до н. э. заключили с ним союзный договор. В Союзнической войне вновь выступили против Рима. Отрядами марруцинов командовал Герий Азиний, убитый в бою. Окончательно марруцины были побеждены либо Гнеем Помпеем Страбоном, либо легатом Сульпицием.
Марруцины говорили на языке оско-умбрской ветви италийской группы, от которого сохранилось некоторое количество кратких надписей.